# 大鱗大眼鯛
大鱗大眼鯛，又稱日本鋸大眼鯛，俗名紅目鰱、紅目眶，為輻鰭魚綱鱸形目的其中一個種。

## 分布
本魚分布於印度西太平洋區，包括東非、紅海、台灣、澳洲、菲律賓等海域。

## 深度
水深80至200公尺。

## 特徵
本魚體呈赤紅色，體甚高，顯然側扁，呈卵圓形。眼特大，瞳孔大半位於體中線下方。吻短。口裂大，近乎垂直；下頜突出，頜骨、鋤骨和腭骨均具齒。前鰓骨後緣及下緣具鋸齒並具有一枚後向之短強棘。頭及體部皆被有粗糙堅實不易脫落之櫛鱗，鱗後緣棘弱而多；側線完全，側線鱗孔數30至36枚。幼魚體側有5條白色之垂直條紋，較帶間地色為狹，各鰭黑色，鱗片有短而寬之棘突。成魚第二背鰭、臀鰭及尾鰭各鰭之末端有黑緣。背鰭具硬棘10棘，軟條11至12枚；臀鰭與背鰭幾相對，具硬棘3枚，軟條9至10枚；背鰭及臀鰭後端圓形；胸鰭短小；腹鰭中長，短於或等於頭長；尾鰭稍圓。體長可達20公分。

## 生態
本魚棲息於岩岸之深海海底，靠近海底游泳，以捕食底棲生物如蝦、蟹之幼生或貝類等為食，為夜行性魚類。

## 經濟利用
食用魚，剝皮後紅燒或其他吃法均可。